# Short (Oklahoma)
Short – jednostka osadnicza w Stanach Zjednoczonych, w stanie Oklahoma, w hrabstwie Sequoyah.